# Michael Sellin
Michael Sellin (* 24. Mai 1952 in Leipzig) ist ein deutscher Musiker und Texter.

## Leben
Michael Sellin verbrachte seine Kindheit größtenteils in Wilsdruff bei Dresden. Nach seinem Abitur zog es ihn 1970 nach Berlin, wo er 1974 sein Diplom als Volkswirt an der Hochschule für Ökonomie in Berlin-Karlshorst erlangte. Nach Studienabschluss wurde er ökonomischer Direktor des Kreiskulturhauses Berlin-Mitte und danach bei der Konzert- und Gastspieldirektion Berlin. Ab 1985 bestritt er seinen Lebensunterhalt ausschließlich als freischaffender Musiker und Texter.
Michael Sellin hat drei erwachsene Söhne. Nach über zwanzigjähriger Verbundenheit mit dem Friedrichshainer Ostkreuz lebt und wirkt Michael Sellin in Berlin-Tempelhof.

## Musikalische Laufbahn
Nach frühen Auftrittserfahrungen mit dem Wilsdruffer Kirchenchor lernte Michael Sellin im Alter von 13 Jahren Gitarre spielen und stand ein Jahr später auf den Bühnen der Tanzsäle der Umgebung. Nach einigen Jahren in der Singebewegung der DDR fand Michael Sellin seine Heimat beim Blues. Er war Sänger, Texter und Gitarrist der Hof-Blues-Band, die mit ihren ironisch-sozialkritischen Liedern wie dem KWV-Blues schnell Kultstatus erreichte und Auftrittsverbote erhielt.
So wurden auch etabliertere Rockmusiker der DDR auf Sellin aufmerksam. In den Folgejahren stieg die Nachfrage nach seinen Texten stetig an, so dass er 1985 seine sängerische Tätigkeit unterbrach und sich ausschließlich dem Texten widmete. Er arbeitete mit wichtigen ostdeutschen Interpreten wie Datzu, Modern Soul Band, Ralf Bursy, Karussell, Petra Zieger und Veronika Fischer. In den 1980er Jahren wurde er zu einem der führenden Rocktexter der DDR. Es entstanden Songs wie Am Ende der Schlacht, Marie, Riesengroße Herzen und Schattenkreuze mit Karussell, Spiel mit mir mit Datzu, Ideale mit Modern Soul Band, Der kleine Schritt zu weit mit Veronika Fischer, Über Mut mit Petra Zieger und Kalte Augen mit Ralf Bursy.
Besonders bedeutend für die künstlerische Entwicklung ist die langjährige Kooperation mit dem ehemaligen Karussell-Sänger Dirk Michaelis, die zu drei gemeinsamen Alben führte. Unter dem Schlagwort „Rockchansons“ schufen die beiden Songs wie Es liegt in der Luft, Stilles Dorf, Armer Irrer und Der Clown. Während er weiterhin als Texter für andere Interpreten wirkt, ist Sellin seit den 1990er Jahren auch wieder Sänger. Er kehrte als Frontmann der Gruppe „Blues and Loose“ zu seinen musikalischen Wurzeln zurück. Er tourte durch Deutschland und veröffentlichte zwei Alben. Seit 1997 ist Michael Sellin als Interpret eigener Songs ein aktiver Bestandteil der Berliner Singer-Songwriter-Szene.
Sellins Texte finden sich in einem Spannungsfeld aus feiner Ironie, unangepasster Gesellschaftskritik und teils augenzwinkernder Melancholie. Seine komplexen Kompositionen enthalten Elemente aus Blues, Chanson, Tango, Bossa Nova, Jazz und Folk.

## Diskografie
Von Michael Sellin gibt es über 100 veröffentlichte Texte für 20 Bands und Solisten, diverse Plattenproduktionen, Theater- und Filmmusiken sowie Songtexte für Fernsehserien.
Auswahl
- Datzu – Bist Du noch wach (1989)
- Modern Soul Band – Berliner Song (1986)
- Ralf Bursy – Eh die Liebe stirbt (1986)
- Veronika Fischer – Tief im Sommer (2001)
- Petra Zieger – Unverwüstlich (1998)
- Petra Zieger – Nimm mich (2007)
- Karussell – Sonnenfeuer (1994)
- Karussell – Solche wie Du (1990)
- Karussell – Cafe Anonym (1987)
- Karussell – Ehrlich will ich bleiben (1995)
- Dirk Michaelis – Rockchansons (1992)
- Dirk Michaelis – Halleluja (1998)
- Dirk Michaelis – Pardon (1995)
- Blues & Loose – Blues & Loose No1
- Blues & Loose – The Blues goes on